# Mezinárodní dny a roky
Toto je přehled mezinárodních dnů a roků. Mezinárodně uznané (sváteční) dny vyhlašuje zpravidla Organizace spojených národů (OSN), ale i její organizace pro vzdělání, vědu a kulturu UNESCO, Světová zdravotnická organizace (WHO) a další nadnárodní instituce. Tyto dny slouží často jako připomínka nějakých tematicky vymezených hodnot, dosažených úspěchů lidstva či naopak hrozeb a boje proti nim.

## Mezinárodní dny

### Pevné
Připadají vždy na stejný den (datum).
| Datum                                                          | Název | Odkdy (Vyhlášen)                                                                     | Vyhlásil |
| -------------------------------------------------------------- | --- | ------------------------------------------------------------------------------------ | --- |
| 1. leden                                                       | Světový den míru | 1967 (1967)                                                                          | papež Pavel VI. |
| 2. leden                                                       | Světový den introvertů | 2012 (2012)                                                                          | německá psycholožka Felicitas Heyne |
| 4. leden                                                       | Světový den Braillova písma | 2019 (17. prosinec 2018)                                                             | Valné shromáždění OSN rezolucí A/RES/73/161 na 55. plenárním zasedání |
| 6. leden                                                       | Den techniky |                                                                                      | |
| 7. leden                                                       | Mezinárodní den švihlé chůze | 2012                                                                                 | Adam Jandora |
| 8. leden                                                       | Den rotace Země |                                                                                      | |
| 10. leden                                                      | Mezinárodní den tuleňů, lachtanů a velryb | 1946                                                                                 | |
| 10. leden                                                      | Mezinárodní den zobcových fléten | 2007                                                                                 | |
| 11. leden                                                      | Mezinárodní den poděkování |                                                                                      | |
| 13. leden                                                      | Světový den nálepek |                                                                                      | |
| 15. leden                                                      | Den pokrývek hlavy |                                                                                      | |
| 16. leden                                                      | Mezinárodní den ostrých a pikantních jídel |                                                                                      | |
| 19. leden                                                      | Den popcornu |                                                                                      | |
| 20. leden                                                      | Den milovníků sýru |                                                                                      | |
| 21. leden                                                      | Mezinárodní den objímání |                                                                                      | |
| 23. leden                                                      | Den koláčů |                                                                                      | |
| 24. leden                                                      | Mezinárodní den vzdělání | 2019 (3. prosinec 2018)                                                              | Valné shromáždění OSN rezolucí RES/73/25 na 44. plenárním zasedání |
| 26. leden                                                      | Mezinárodní den celníků | 1982                                                                                 | Světová celní organizace |
| 26. leden                                                      | Mezinárodní den čisté energie | 2024                                                                                 | Valné shromáždění OSN |
| 27. leden                                                      | Mezinárodní den památky obětí holocaustu | 2006 (1. listopad 2005)                                                              | Valné shromáždění OSN rezolucí 60/7 |
| 28. leden                                                      | Den ochrany osobních údajů | 2007                                                                                 | Rada Evropy |
| 28. leden                                                      | Den ochrany osobních údajů | 2007                                                                                 | Evropská komise |
| 28. leden                                                      | Mezinárodní den snižování emisí CO2 |                                                                                      | OSN |
| 31. leden                                                      | Den dětí ulice | 2009                                                                                 | Jugend Eine Welt |
| 2. únor                                                        | Světový den mokřadů | 1997                                                                                 | Valné shromáždění OSN |
| 4. únor                                                        | Světový den boje proti rakovině | 2000 (4. únor 2000 Paříž)                                                            | Světový summit proti rakovině pro nové tisíciletí: Pařížská charta (anglicky World Summit Against Cancer for the New Millennium: Charter of Paris) |
| 4. únor                                                        | Mezinárodní den lidského bratrství | 1999                                                                                 | Valné shromáždění OSN |
| 6. únor                                                        | Mezinárodní den nulové tolerance ženské obřízce | 2012                                                                                 | Valné shromáždění OSN |
| 8. únor                                                        | Mezinárodní den modliteb a boje proti obchodování s lidmi (anglicky World Day of Prayer and Awareness against Human Trafficking)                                                | 2015                                                                                 | papež František |
| 9. únor                                                        | Mezinárodní den řečtiny | 2017                                                                                 | Federace řeckých obcí a bratrských organizací Itálie |
| 10. únor                                                       | Světový den luštěnin | 2013                                                                                 | Valné shromáždění OSN |
| 11. únor                                                       | Světový den nemocných | 1993                                                                                 | papež Jan Pavel II. |
| 11. únor                                                       | Mezinárodní den žen a dívek ve vědě | 2016                                                                                 | Valné shromáždění OSN |
| 11. únor                                                       | Evropský den linky 112 | 2009                                                                                 | Evropská komise |
| 11. únor                                                       | Evropský den linky 112 | 2009                                                                                 | Evropský parlament |
| 11. únor                                                       | Evropský den linky 112 | 2009                                                                                 | Rada EU |
| 12. únor                                                       | Den červené ruky aneb Mezinárodní den proti zneužívání dětských vojáků | 2002                                                                                 | Coalition to Stop the Use of Child Soldiers |
| 12. únor                                                       | Darwinův den | 1995                                                                                 | Dr. Robert Stephens |
| 13. únor                                                       | Světový den rádia | 2011                                                                                 | UNESCO |
| 14. únor                                                       | Den svatého Valentýna, svátek všech zamilovaných | 496                                                                                  | papež Gelasius I. |
| 14. únor                                                       | Mezinárodní den darování knih (anglicky International Book Giving Day) | 2012                                                                                 | Amy Broadmooreová |
| 14. únor                                                       | Mezinárodní den darování knih (anglicky International Book Giving Day) | 2012                                                                                 | Zoe Toftová |
| 15. únor                                                       | Mezinárodní visegrádský den | 2016                                                                                 | Mezinárodní visegrádský fond a veřejná média zemí Visegrádské skupiny |
| 15. únor                                                       | Mezinárodní den Angelmanova syndromu (anglicky International Angelman Day; IAD)                                                                                                 | 2012                                                                                 | dva rodiče, kteří měli děti trpící Angelmanovým syndromem |
| 15. únor                                                       | Mezinárodní den Angelmanova syndromu (anglicky International Angelman Day; IAD)                                                                                                 | 2012                                                                                 | 31 organizací zabývajících se Angelmanovým syndromem |
| 15. únor                                                       | Dny dětské onkologie (anglicky International Childhood Cancer Awareness Day) | 2002                                                                                 | Childhood Cancer International |
| 20. únor                                                       | Světový den sociální spravedlnosti | 2009                                                                                 | Valné shromáždění OSN |
| 21. únor                                                       | Mezinárodní den mateřského jazyka | 2000 (1999)                                                                          | UNESCO |
| 21. únor                                                       | Mezinárodní den průvodců cestovního ruchu | 1990                                                                                 | Světová federace asociací turistických průvodců (německy Weltverband der Gästeführer; WFTGA) |
| 21. únor                                                       | Mezinárodní den boje proti kolonialismu |                                                                                      | |
| 21. únor                                                       | Mezinárodní den solidarity s mládeží a studenty bojujícími proti kolonialismu (anglicky International Day of Solidarity with Youth and Students Struggling Against Colonialism) |                                                                                      | Mezinárodní svaz studentstva |
| 22. únor                                                       | Evropský den obětí zločinu | 1989                                                                                 | European Forum for Victim Services |
| 22. únor                                                       | Den zamyšlení | 1926                                                                                 | Olave Baden-Powellová |
| 22. únor                                                       | Den zamyšlení | 1926                                                                                 | Robert Baden-Powell |
| 22. únor                                                       | Den zamyšlení | 1926                                                                                 | Světová asociace skautek |
| 23. únor                                                       | Světový den míru a porozumění (World Peace And Understanding Day) |                                                                                      | Rotary International |
| 29. únor                                                       | Mezinárodní den boje proti vzácným chorobám | 2008 (2008)                                                                          | Eurordis |
| 1. březen                                                      | Mezinárodní den civilní ochrany | 1991 (1990)                                                                          | International Civil Defence Organisation |
| 1. březen                                                      | Den nulové diskriminace | 2014                                                                                 | UNAIDS |
| 2. březen                                                      | Mezinárodní den zásnub[zdroj?] | 2015                                                                                 | Filemon de Este |
| 3. březen                                                      | Světový den divoké přírody | 2014 (20. prosinec 2013)                                                             | Valné shromáždění OSN rezolucí A/C.2/68/L.48 |
| 3. březen                                                      | Světový den divoké přírody | 2014 (20. prosinec 2013)                                                             | Sekretariát CITES |
| 3. březen                                                      | Světový den sluchu | 2007 (2007)                                                                          | Světová zdravotnická organizace |
| 4. březen                                                      | Světový den obezity | 2015                                                                                 | World Obesity Federation (WOF) |
| 4. březen                                                      | Světový den obezity | 2015                                                                                 | Světová zdravotnická organizace (WHO) |
| 8. březen                                                      | Mezinárodní den žen | 1911 (27. srpen 1910, Kodaň)                                                         | Německá socialistka Klára Zetkinová na druhé mezinárodní socialistické konferenci bez uvedení konkrétního data (v řadě evropských zemí a Spojených státech se slavilo 19. března na památku revoluce v roce 1848 a „Pařížské komuny“) |
| 8. březen                                                      | Mezinárodní den žen | 1917                                                                                 | Ženy v Petrohradě v Rusku se rozhodly protestovat a stávkovat pod heslem „Chléb a mír“ poslední únorovou neděli (podle gregoriánského kalendáře připadla na 8. března) během ruské revoluce |
| 8. březen                                                      | Mezinárodní den žen | 1975 (16. prosinec 1977)                                                             | Valné shromáždění OSN rezolucí 32/142 na 105. plenárním zasedání bez vysloveného uvedení dne, řada zemí se rozhodla slavit 8. března |
| 10. březen                                                     | Mezinárodní den soudkyň | 2022 (26. duben 2021)                                                                | Valné shromáždění OSN |
| 11. březen                                                     | Evropský den mozku | 1998                                                                                 | Evropská aliance DANA (European Dana Alliance for the Brain) |
| 11. březen                                                     | Evropský den památky obětem terorismu | 2004 (2005)                                                                          | Evropský parlament |
| 12. březen                                                     | Světový den proti kybernetické cenzuře (World Day Against Cyber censorship) | 2008 (2008)                                                                          | Reportéři bez hranic (RSF) |
| 12. březen                                                     | Světový den proti kybernetické cenzuře (World Day Against Cyber censorship) | 2008 (2008)                                                                          | Amnesty International |
| 14. březen                                                     | Den pí | 1988 (1988 Monterey, Kalifornie, USA)                                                | Larry Shaw, americký fyzik, kurátor, umělec a zaměstnanec sanfranciského vědeckého muzea Exploratorium |
| 14. březen                                                     | Mezinárodní den akcí proti přehradám, pro řeky, vodu a život | 1997                                                                                 | International Meeting of People Affected by Dams |
| 15. březen                                                     | Mezinárodní den proti policejní brutalitě | 1997                                                                                 | Collective Opposed to Police Brutality (C.O.B.P.) |
| 15. březen                                                     | Světový den spotřebitelských práv | 1983                                                                                 | Anwar Fazal |
| 15. březen                                                     | Světový den morčat | 2010                                                                                 | |
| 15. březen                                                     | Březnové idy |                                                                                      | Oficiální římský kalendář za vlády Claudia (zemřel 54 n. l.) |
| 15. březen                                                     | Mezinárodní den akcí na podporu tuleňů (anglicky International Day of Action for the Seals)                                                                                     | 2004                                                                                 | Mezinárodní fond na ochranu zvířat (IFAW) |
| 15. březen                                                     | Mezinárodní den povědomí o dlouhém Covidu (International Long COVID Awareness Day; ILCA),                                                                                       | 2023 (2023)                                                                          | Angela Laffin, zakladatelka organizace International Long Covid Awareness (ILCA) |
| 17. březen                                                     | Den svatého Patrika | 1737 (1737 Boston, Massachusetts, USA)                                               | Irskými imigranty |
| 18. březen                                                     | Mezinárodní den recyklace (Global Recycling Day) | 2018 (2018)                                                                          | Úřad pro mezinárodní recyklaci (Bureau of International Recycling; BIR) |
| 20. březen                                                     | Světový den štěstí (International Day of Happiness) | 2013 (28. červen 2012)                                                               | Valné shromáždění OSN rezolucí 66/281 |
| 20. březen                                                     | Světový den frankofonie | 1990 (1988)                                                                          | Mezinárodní organizace Frankofonie |
| 20. březen                                                     | Den francouzského jazyka (French Language Day) | 12. listopad 2010 (2010)                                                             | Department of Global Communications OSN |
| 20. březen                                                     | Světový den divadla pro děti a mládež | 2001                                                                                 | Mezinárodní asociace divadel pro děti a mládež (Association Internationale du Théâtre de l’Enfance et la Jeunesse ASSITEJ) |
| 20. březen                                                     | Světový den vrabců | 2010                                                                                 | Nature Forever Society |
| 20. březen                                                     | Světový den ústního zdraví (SDÚZ) | 2008 (2008)                                                                          | Světová dentální federace (FDI) |
| 20. březen                                                     | Světový den žab | 2009 (2009)                                                                          | |
| 21. březen                                                     | Světový den Downova syndromu | 2006                                                                                 | Downsyndrome International |
| 21. březen                                                     | Světový den poezie | 1999                                                                                 | UNESCO |
| 21. březen                                                     | Mezinárodní den za odstranění rasové diskriminace | 1967 (26. říjen 1966)                                                                | Valné shromáždění OSN rezolucí 2142 (XXI) |
| 21. březen                                                     | Světový den loutkového divadla, také Světový den loutkářství | 2000                                                                                 | Mezinárodní unie loutkářů (UNIMA) |
| 21. březen                                                     | Mezinárodní den lesů | 2013                                                                                 | FAO |
| 21. březen                                                     | Nourúz |                                                                                      | |
| 21. březen                                                     | Světový den zeměměřičů | 2018                                                                                 | Světová federace zeměměřičů anglicky The National Society of Professional Surveyors (NSPS) |
| 21. březen                                                     | Světový den zeměměřičů | 2018                                                                                 | The Comité de Liaison des Géomètres Européens (CLGE) |
| 21. březen                                                     | Mezinárodní den zdravého spánku | 2008                                                                                 | Worldwide Project on Sleep and Health (WWPSH) Světové zdravotnické organizace (WHO) |
| 22. březen                                                     | Světový den vody | 1993 (22. prosinec 1992)                                                             | Valné shromáždění OSN rezolucí 47/193 (navržen na konferenci Summit Země o životním prostředí a rozvoji v Rio de Janeiro v Brazílii v červnu 1992) |
| 22. březen                                                     | Světový den mimů | 2011                                                                                 | World Mime Organisation |
| 22. březen                                                     | Mezinárodní den tuleňů | 1982                                                                                 | Kongres Spojených států amerických |
| 23. březen                                                     | Světový den meteorologie | 1961 (červen až červenec 1960, Ženeva, Švýcarsko)                                    | Světová meteorologická organizace (WMO) OSN rezolucí 6 (EC-XII) |
| 24. březen                                                     | Světový den boje proti tuberkulóze | 1982 (1982)                                                                          | Mezinárodní unie proti tuberkulóze a plicním chorobám (International Union Against Tuberculosis and Lung Disease; IUATLD) (s podporou Světové zdravotnické organizace (WHO) jako součást stého výročí (24. března 1882 Robert Koch oznámil objev bacilu způsobujícího tuberkulózu) pod heslem „Defeat TB: Now and Forever“ (Porazit tuberkulózu: nyní a navždy))                                                                                                |
| 24. březen                                                     | Světový den boje proti tuberkulóze | 1998 (1997)                                                                          | Světová zdravotnická organizace (WHO) |
| 24. březen                                                     | Mezinárodní den za právo na pravdu o hrubém porušování lidských práv a na důstojnost obětí                                                                                      | 2010                                                                                 | OSN |
| 25. březen                                                     | Mezinárodní den nenarozeného dítěte |                                                                                      | Human Life International |
| 25. březen                                                     | Mezinárodní den památky obětí otroctví a transatlantického obchodu s otroky | 2008 (17. prosinec 2007)                                                             | Valné shromáždění OSN rezolucí 62/122 na 75. plenárním zasedání |
| 25. březen                                                     | Mezinárodní den solidarity se zadrženými a pohřešovanými zaměstnanci | 1986                                                                                 | OSN |
| 26. březen                                                     | Světový den boje proti epilepsii (Purple Day) | 2008                                                                                 | |
| 27. březen                                                     | Světový den divadla | 1962                                                                                 | Mezinárodní divadelní ústav (ITI) v rámci UNESCO |
| 30. březen                                                     | Mezinárodní den nulového odpadu (International Day of Zero Waste) | 2023 (14. prosinec 2022)                                                             | Valné shromáždění OSN rezolucí 77/161 |
| 31. březen                                                     | Mezinárodní den viditelnosti transgender osob (TDOV) | 2009 (2009)                                                                          | Rachel Crandall Crocker, michiganská trans aktivistka |
| 1. duben                                                       | Mezinárodní den ptactva | 1906                                                                                 | Konvence o ochraně užitečného ptactva |
| 2. duben                                                       | Mezinárodní den dětské knihy | 1967 (1967)                                                                          | Mezinárodní sdružení pro dětskou knihu (IBBY) |
| 2. duben                                                       | Světový den porozumění autismu | 2008 (18. prosinec 2007)                                                             | Valné shromáždění OSN rezolucí 62/139 |
| 3. duben                                                       | Mezinárodní den spodního prádla[chybí lepší zdroj][ve zdroji nenalezeno] | 2003 (2003)                                                                          | Freshpair, newyorská společnost |
| 4. duben                                                       | Mezinárodní den proti nášlapným minám | 2006 (8. prosinec 2005)                                                              | Valné shromáždění OSN rezolucí 60/97 |
| 4. duben                                                       | (Světový) Den vitamínu C | 1994                                                                                 | |
| 4. duben                                                       | Světový den krys | 2002 (2002)                                                                          | skupina chovatelů, majitelů a příznivců potkanů |
| 4. duben                                                       | Mezinárodní den mrkve | 2003, 2013 ČR                                                                        | |
| 5. duben                                                       | Mezinárodní den svědomí (International Day of Conscience; IDC) | 2020 (31. červenec 2019)                                                             | Valné shromáždění OSN rezolucí 73/329 |
| 6. duben                                                       | Mezinárodní den sportu za rozvoj a mír | 2014 (23. srpen 2013)                                                                | Valné shromáždění OSN rezolucí 67/296 |
| 7. duben                                                       | Světový den zdraví | 1950                                                                                 | WHO |
| 7. duben                                                       | Mezinárodní den reflexe genocidy ve Rwandě v roce 1994 (International Day of Reflection on the 1994 Genocide in Rwanda)                                                         | 2004 (23. prosinec 2003)                                                             | Valné shromáždění OSN rezolucí 58/234, viz Rwandská genocida |
| 8. duben                                                       | Mezinárodní den Romů | 1990, 2001 ČR (1990)                                                                 | Mezinárodní romská unie (RU) na 4. kongresu Mezinárodní romské unie ve Varšavě |
| 10. duben                                                      | Mezinárodní den sourozenců | 1995 (1995)                                                                          | Claudia Evart |
| 11. duben                                                      | Mezinárodní den solidarity osvobození politických vězňů[zdroj?] | 1997 ČR                                                                              | |
| 11. duben                                                      | Světový den Parkinsonovy choroby (World Parkinson’s Disease Day; WPDD) | 1997 (1997)                                                                          | Iniciativa Parkinson’s Europe |
| 11. duben                                                      | Světový den Parkinsonovy choroby (World Parkinson’s Disease Day; WPDD) | 1997 (1997)                                                                          | WHO |
| 12. duben                                                      | Mezinárodní den kosmonautiky | 2011 (7. duben 2011)                                                                 | Valné shromáždění OSN rezolucí 65/271 |
| 14. duben                                                      | Světový den monitoringu diabetu | 1950 (1950)                                                                          | Mezinárodní federace diabetu (IDF) |
| 15. duben                                                      | Světový den umění | 2012 (duben 2011)                                                                    | Mezinárodní asociace umění (IAA/AIAP) na 17. valném shromáždění v mexické Guadalajaře |
| 16. duben                                                      | Světový den hlasu | 2002 (2002)                                                                          | Americká akademie otolaryngologie a chirurgie hlavy a krku (16. dubna 1999 vyhlásila Brazilská laryngologická a hlasová společnost, které předsedal profesor Nédio Steffen, tento den brazilským dnem hlasu v rámci národní kampaně Týden hlasu – největší společenské událostí brazilské otorinolaryngologie) |
| 17. duben                                                      | Světový den hemofilie | 1989 (1989)                                                                          | Světová hemofilická federace (World Federation of Hemophilia; WFH) |
| 18. duben                                                      | Mezinárodní den památek a historických sídel (také Den světového dědictví) | 1983 (1983)                                                                          | Mezinárodní rada památek a sídel (ICOMOS) |
| 18. duben                                                      | Mezinárodní den památek a historických sídel (také Den světového dědictví) | 1984 (1983)                                                                          | UNESCO na 22. valné konferenci |
| 18. duben                                                      | Mezinárodní den radioamatérů (World Amateur Radio Day; WARD) | 1925 (1925)                                                                          | Mezinárodní radioamatérská unie (International Amateur Radio Union; IARU) |
| 19. duben                                                      | Světový den investičních fondů (World Fund Day) | 2013, 2014 ČR (2013)                                                                 | Svaz rakouských investičních společností (Vereinigung Österreichischer Investmentgesellschaften; VÖIG) |
| 19. duben                                                      | Světový den investičních fondů (World Fund Day) | 2013, 2014 ČR (2013)                                                                 | Svaz zahraničních investičních společností v Rakousku (Vereinigung Ausländischer Investmentgesellschaften in Österreich; VAIÖ) |
| 20. duben                                                      | Světový den marihuany (také 420) | 1971                                                                                 | Pravděpodobně pět studentů střední školy v San Rafael v Kalifornii |
| 20. duben                                                      | Den čínského jazyka (Chinese Language Day) | 12. listopad 2010 (2010)                                                             | Department of Global Communications OSN |
| 21. duben                                                      | Světový den kreativity a inovací | 2002 (2002)                                                                          | Kanaďanka Marci Segalová |
| 21. duben                                                      | Světový den kreativity a inovací | 2018 (27. duben 2017)                                                                | Valné shromáždění OSN rezolucí 71/284 |
| 22. duben                                                      | Den Země | 21. březen 1970 (1969)                                                               | John McConnell, americký mírový aktivista, na konferenci UNESCO v San Franciscu v roce 1969 navrhl ctít Zemi a myšlenku míru (proklamaci napsanou McConnellem podepsal generální tajemník OSN U Thant) první jarní den na severní polokouli (21. března) |
| 22. duben                                                      | Den Země | 22. duben 1970, 1990 ČR (1970)                                                       | Gaylord Nelson, senátor Spojených států a environmentalista, navrhl uspořádat 22. dubna 1970 celonárodní ekologickou výuku |
| 22. duben                                                      | Den Země | 22. duben 1970, 1990 ČR (1970)                                                       | Denis Hayes, národní koordinátor programu Gaylorda Nelsona, aktivista a postgraduální student Harvardovy univerzity, spolu se senátorem Nelsonem akci přejmenovali na „Den Země“ a Hayes se svými zaměstnanci propagoval nad rámec původní myšlenky |
| 23. duben                                                      | Světový den knihy a autorských práv | 1996 (listopad 1995)                                                                 | UNESCO (mezinárodně uznala Den knih a růží katalánské Oficiální knižní komory, jednu z nejvýznamnější tradic katalánské kultury, ctěnou od roku 1923 a Královským dekretem z roku 1993 oslavovanou jako španělský Den knihy a čtení) |
| 23. duben                                                      | Den anglického jazyka (English Language Day) | 12. listopad 2010 (2010)                                                             | Department of Global Communications OSN |
| 23. duben                                                      | Den španělského jazyka (Spanish Language Day) | 12. listopad 2010 (2010)                                                             | Department of Global Communications OSN |
| 23. duben                                                      | Světový den stolního tenisu (World Table Tennis Day; WTTD) | 2015                                                                                 | Mezinárodní federace stolního tenisu (ITTF) |
| 23. duben                                                      | Den skautů a skautek |                                                                                      | Robert Baden-Powell, zakladatel skautingu, zvolením svatého Jiří za patrona skautů (ve světě se svátek svatého Jiří slaví 23. dubna a Den skautů nejbližší neděli) |
| 24. duben                                                      | Den skautů a skautek |                                                                                      | Robert Baden-Powell, zakladatel skautingu, zvolením svatého Jiří za patrona skautů (ve světě se svátek svatého Jiří slaví 23. dubna a Den skautů nejbližší neděli) |
| Světový den laboratorních zvířat                               | 1979 | Britská Národní společnost proti vivisekci (National Anti-Vivisection Society; NAVS) | |
| Mezinárodní den boje proti kolonialismu (Anti-Colonialism Day) | | výročí Bandungská konference; pouze menšinové zdroje, jinak 21. únor                 | |
| 25. duben                                                      | Světový den malárie | 2008 (23. květen 2007)                                                               | Světové zdravotnické shromáždění (WHO) na 60. zasedání bodem programu 12.5 (WHA60.18) jako den uznání celosvětového úsilí o účinnou kontrolu malárie |
| 25. duben                                                      | Světový den delegátů | 2019                                                                                 | OSN |
| 25. duben                                                      | Den povědomí o sexuálním obtěžování (Sexual Harassment Awareness Day; SHAD) | 2023 (2023)                                                                          | Švýcarské univerzity a výzkumné instituce |
| 26. duben                                                      | Světový den duševního vlastnictví | 2001                                                                                 | Světová organizace duševního vlastnictví (WIPO) |
| 27. duben                                                      | Světový den grafiky | 1963                                                                                 | Mezinárodní rada organizace grafického designu |
| 28. duben                                                      | Světový den bezpečnosti a ochrany zdraví při práci |                                                                                      | Mezinárodní organizace práce (ILO) |
| 29. duben                                                      | Mezinárodní den tance | 1982                                                                                 | Mezinárodní divadelní ústav |
| 29. duben                                                      | Mezinárodní den imunologie | 2005                                                                                 | IUIS |
| 30. duben                                                      | Mezinárodní den jazzu | 2011                                                                                 | UNESCO |
| 1. květen                                                      | Svátek práce | 1888 USA                                                                             | |
| 2. květen                                                      | Světový den tuňáků | 2016                                                                                 | OSN |
| 3. květen                                                      | Mezinárodní den svobody tisku | 1991                                                                                 | Valné shromáždění OSN |
| 3. květen                                                      | Mezinárodní den svobody tisku | 1991                                                                                 | Generální konference UNESCO |
| 3. květen                                                      | Mezinárodní den svobody tisku | 1991                                                                                 | Reportéři bez hranic |
| 4. květen                                                      | Mezinárodní den hasičů | 1999                                                                                 | |
| 4. květen                                                      | Den Star Wars | 2011                                                                                 | |
| 5. květen                                                      | Mezinárodní den porodních asistentek | 1972/73                                                                              | ICM a FIGO |
| 5. květen                                                      | Mezinárodní den hygieny rukou | 2005                                                                                 | WHO |
| 5. květen                                                      | Evropský den pro rovnoprávnost osob se zdravotním postižením | 1992                                                                                 | DPI |
| 6. květen                                                      | Mezinárodní den proti dietám | 1992                                                                                 | Mary Evans Young |
| 8. květen                                                      | Vzpomínkové dny na ty, kdo ztratili svůj život během druhé světové války | 1994                                                                                 | OSN |
| 8. květen                                                      | Světový den Červeného kříže |                                                                                      | Mezinárodní červený kříž |
| 9. květen                                                      | Vzpomínkové dny na ty, kdo ztratili svůj život během druhé světové války | 2004                                                                                 | Valné shromáždění OSN |
| 9. květen                                                      | Den Evropy | 1985                                                                                 | Rada Evropy |
| 10. květen                                                     | Mezinárodní den Arganie | 2021                                                                                 | Valné shromáždění OSN |
| 10. květen                                                     | Mezinárodní den Arganie | 2021                                                                                 | Maroko |
| 12. květen                                                     | Mezinárodní den ošetřovatelek | 1965                                                                                 | Mezinárodní rada sester |
| 12. květen                                                     | Mezinárodní den podpory nemocných s chronickým únavovým syndromem | 1993                                                                                 | Thomas Hennessy |
| 12. květen                                                     | Mezinárodní den informovanosti o fibromyalgii | 1992                                                                                 | WHO |
| 13. květen                                                     | Mezinárodní den Falun Dafa Světový den koktejlů | 1999                                                                                 | (v síti hotelů Radisson po celém světě) |
| 15. květen                                                     | Mezinárodní den rodiny | 1994                                                                                 | OSN |
| 15. květen                                                     | Světový den proti mozkové mrtvici | 1999                                                                                 | European initiative |
| 15. květen                                                     | Mezinárodní den odpůrců vojenské služby | 1998                                                                                 | |
| 16. květen                                                     | Mezinárodní den světla | 2018 (listopad 2017)                                                                 | Generální konference UNESCO |
| 17. květen                                                     | Světový den telekomunikací a informační společnosti | 2007 (listopad 2006, Antalya)                                                        | Konference Mezinárodní telekomunikační unie aktualizovanou rezolucí č. 68 |
| 17. květen                                                     | Mezinárodní den proti homofobii | 2005                                                                                 | EU (Evropský parlament) |
| 17. květen                                                     | Světový den hypertenze | 2006                                                                                 | WHL |
| 18. květen                                                     | Mezinárodní den muzeí | 1977                                                                                 | Mezinárodní rada muzeí (The International Council of Museums, ICOM) při UNESCO |
| 20. květen                                                     | Světový den včel | 2018                                                                                 | OSN |
| 20. květen                                                     | Světový den metrologie | 2024                                                                                 | OSN |
| 21. květen                                                     | Světový den kulturní rozmanitosti (Světový den kulturního rozvoje) | 2003 (20. prosinec 2002)                                                             | Valné shromáždění OSN rezolucí 57/249 (navázalo na Všeobecnou deklaraci o kulturní rozmanitosti (Universal Declaration on Cultural Diversity) UNESCO z 2. listopadu 2001 z Paříže) |
| 21. květen                                                     | Mezinárodní den čaje | 2020                                                                                 | OSN |
| 22. květen                                                     | Mezinárodní den biologické rozmanitosti |                                                                                      | OSN |
| 23. květen                                                     | Světový den želv | 2000                                                                                 | American Tortoise Rescue |
| 24. květen                                                     | Evropský den parků | 1999                                                                                 | |
| 25. květen                                                     | Geek Pride Day | 2006                                                                                 | španělský blogger Germán Martínez |
| 25. květen                                                     | Den Afriky | 1963                                                                                 | OSN, Organizace africké jednoty (OUA) |
| 25. květen                                                     | Mezinárodní den ztracených dětí | 1983 USA                                                                             | Ronald Reagan, Evropská federace pro pohřešované a sexuálně zneužívané děti (v Evropě od 1986) |
| 25. květen                                                     | Ručníkový den | 2001                                                                                 | spontánně online |
| 28. květen                                                     | Světový den her | 1999                                                                                 | ITLA |
| 28. květen                                                     | Mezinárodní den menstruace (Menstrual Hygiene Day; MH Day) | 2014                                                                                 | |
| 29. květen                                                     | Mezinárodní den příslušníků mírových operací OSN |                                                                                      | OSN |
| 30. květen                                                     | Mezinárodní den brambor | 2024 (8. prosinec 2023)                                                              | OSN |
| 31. květen                                                     | Světový den bez tabáku | 1988 (1987)                                                                          | WHO |
| 1. červen                                                      | Mezinárodní den dětí | 1925/1950                                                                            | Mezinárodní demokratická federace žen, Mezinárodní odborové sdružení učitelů a Světová federace demokratické mládeže |
| 1. červen                                                      | Světový den rodičů | 2012                                                                                 | OSN |
| 1. červen                                                      | Světový den mléka | 1957                                                                                 | FAO |
| 2. červen                                                      | Mezinárodní den prostitutek | 1975                                                                                 | |
| 3. červen                                                      | Světový den jízdního kola | 2018                                                                                 | OSN |
| 3. červen                                                      | Evropský den jízdních kol | 1998                                                                                 | Attac |
| 4. červen                                                      | Mezinárodní den dětí, které se staly obětí agrese | 1982                                                                                 | OSN |
| 5. červen                                                      | Světový den životního prostředí | 1974                                                                                 | Program OSN pro životní prostředí (UNEP) |
| 5. červen                                                      | Mezinárodní den boje proti nezákonnému, nehlášenému a neregulovanému rybolovu                                                                                                   | 2015                                                                                 | OSN |
| 6. červen                                                      | Den ruského jazyka (Russian Language Day) | 12. listopad 2010 (2010)                                                             | Department of Global Communications OSN |
| 7. červen                                                      | Světový den bezpečnosti potravin | 2019                                                                                 | Valné shromáždění OSN, FAO |
| 7. červen                                                      | Světový den rorýsů | 2019                                                                                 | Swifts Without Frontiers |
| 8. červen                                                      | Světový den oceánů | 1992                                                                                 | OSN |
| 8. červen                                                      | Světový den boje proti nádorům mozku | 2000                                                                                 | German Brain Tumor Association |
| 9. červen                                                      | Mezinárodní den archivů | 2007                                                                                 | Mezinárodní archivní rada |
| 10. červen                                                     | Světový den secese | 2013                                                                                 | |
| 11. červen                                                     | Mezinárodní den solidarity s dlouhodobě vězněnými anarchisty | 2004 (2004)                                                                          | Anarchisté při akci na podporu Jeffa Luerse, ekoanarchisty, který byl čtvrtým rokem vězněn za zapálení tří SUV v univerzitním městě Eugene ve státě Oregon v USA (v únoru 2008 mu byl trest snížen z 22 let a 8 měsíců na 10 let poté, co deník The Independent uveřejnil „mezinárodní kampaň za přiměřenější trest za trestný čin, při kterém nebyl nikdo zraněn“)                                                                                             |
| 12. červen                                                     | Světový den proti dětské práci |                                                                                      | OSN, Mezinárodní organizace práce (ILO) |
| 14. červen                                                     | Světový den dárců krve | 2004                                                                                 | WHO |
| 15. červen                                                     | Světový den proti násilí na seniorech | 2006                                                                                 | WHO |
| 15. červen                                                     | Světový den větru | 2009                                                                                 | GWEC |
| 16. červen                                                     | Den afrického dítěte | 1991                                                                                 | Organizace africké jednoty (Organization of African Unity, OAU) |
| 17. červen                                                     | Světový den boje proti suchu a rozšiřování pouští |                                                                                      | OSN |
| 18. červen                                                     | Autistický den hrdosti | 2005                                                                                 | Aspies for Freedom |
| 18. červen                                                     | Udržitelný den v gastronomii | 2004                                                                                 | OSN, Organizace pro výživu a zemědělství |
| 19. červen                                                     | Mezinárodní den za odstranění sexuálního násilí v konfliktech | 2015 (19. červen 2015)                                                               | Valné shromáždění OSN rezolucí 69/293 |
| 20. červen                                                     | Světový den uprchlíků | 2001 (4. prosinec 2000)                                                              | Valné shromáždění OSN rezolucí 55/76 (Než jej Valné shromáždění OSN v prosinci 2000 oficiálně vyhlásilo za mezinárodní den, byl znám jako Den afrických uprchlíků.) |
| 21. červen                                                     | Světový den hudby, také Mezinárodní den hudby | 1982                                                                                 | Jack Lang, Maurice Fleuret a Christian Dupavillon |
| 21. červen                                                     | Mezinárodní den triček |                                                                                      | |
| 21. červen                                                     | Mezinárodní den trpaslíků |                                                                                      | |
| 21. červen                                                     | Mezinárodní den skateboardingu | 2008                                                                                 | Mezinárodní skateboardová asociace (International Association of Skateboard Companies) |
| 21. červen                                                     | Mezinárodní den jógy | 2015                                                                                 | Valné shromáždění OSN |
| 21. červen                                                     | Světový den humanistů | 80. léta 20. století                                                                 | několik poboček Americké humanistické asociace (AHA) |
| 21. červen                                                     | Ukaž své pruhy (Show Your Stripes Day) | 2017                                                                                 | Climate Central |
| 22. červen                                                     | Mezinárodní den bez kalhotek |                                                                                      | |
| 23. červen                                                     | OSN pro den veřejné služby |                                                                                      | OSN |
| 23. červen                                                     | Mezinárodní den vdov | 2011                                                                                 | OSN |
| 23. červen                                                     | Mezinárodní den whistleblowerů, také Světový den whistleblowerů (World Whistleblowers Day)                                                                                      | 2017                                                                                 | Nestátní neziskové organizace (Senát USA uznává jako Národní den whistleblowerů (National Whistleblower Appreciation Day) 30. červenec od roku 2013 a od roku 2015 jej na Kapitolu slaví Národní centrum pro whistleblowery (National Whistleblower Center). Připomíná první národní zákon o whistleblowerech (lze považovat za první zákon o whistleblowerech na světě), který byl jednomyslně podepsán v době vrcholící americké revoluce 30. července 1778.) |
| 23. červen                                                     | Mezinárodní den žen v technických oborech (International Women in Engineering Day; INWED)                                                                                       | 2014                                                                                 | Spolek žen v technických oborech (Women’s Engineering Society; WES) |
| 24. červen                                                     | Mezinárodní den žen v diplomacii | 2022 (20. červen 2022)                                                               | Valné shromáždění OSN rezolucí 76/269 na 84. plenárním zasedání |
| 25. červen                                                     | Den námořníků | 2010 (2010 Manila, Filipíny)                                                         | Mezinárodní námořní organizace (IMO) rezolucí 19 v rámci úmluvy STCW na diplomatické konferenci |
| 26. červen                                                     | Mezinárodní den proti zneužívání drog a nezákonnému obchodování s nimi | 1988 (7. prosinec 1987)                                                              | Valné shromáždění OSN rezolucí 42/112 na 93. plenárním zasedání |
| 26. červen                                                     | Mezinárodní den podpory obětem mučení | 1998 (12. prosinec 1997)                                                             | Valné shromáždění OSN rezolucí 52/149 na 70. plenárním zasedání |
| 27. červen                                                     | Světový den rybářství | 1985                                                                                 | (Od roku 2001 je svátek pod záštitou OSN.) |
| 27. červen                                                     | Den malých a středních podniků | 2017 (6. duben 2017)                                                                 | Valné shromáždění OSN rezolucí 71/279 na 74. plenárním zasedání |
| 29. červen                                                     | Mezinárodní den tropů | 2016 (14. červen 2016)                                                               | Valné shromáždění OSN rezolucí 70/267 na 104. plenárním zasedání |
| 30. červen                                                     | Mezinárodní den asteroidů | 2017 (6. prosinec 2016)                                                              | Valné shromáždění OSN rezolucí 71/90 na 53. plenárním zasedání |
| 30. červen                                                     | Mezinárodní den parlamentarismu | 2018 (22. květen 2018)                                                               | Valné shromáždění OSN rezolucí 72/278 na 89. plenárním zasedání |
| 1. červenec                                                    | Den Kanady | 1869 (20. červen 1868)                                                               | Generální guvernér kanadského dominia lord Charles Stanley Monck, 4. vikomt Monck (V kanadském věstníku zveřejnil proklamaci, kterou vyzval „všechny milující poddané Jejího Veličenstva v celé Kanadě, aby se připojili k řádným a náležitým oslavám zmíněného výročí [vzniku kanadského dominia] v první červencový den příštího roku.") |
| 1. červenec                                                    | Den Kanady | 1917 (1879)                                                                          | Kanadským federálním zákonem je 1. červenec vyhlášen jako oficiální státní svátek „výročí Konfederace“, později je nazýván „Den dominia“. (Oficiální oslavy založení Konfederace začínají 50. výročím, kdy jsou „budovy parlamentu ve výstavbě věnovány otcům Konfederace a odvaze Kanaďanů, kteří bojovali v Evropě během první světové války.“) |
| 1. červenec                                                    | Den Kanady | 1983 (27. říjen 1982)                                                                | Název svátku oficiálně změněn z Den Dominia na Den Kanady, po udělení královského souhlasu |
| 2. červenec                                                    | Světový den UFO | 2001                                                                                 | ufologické organizace |
| 2. červenec                                                    | Mezinárodní den proti zapomínání (I Forgot Day) | (DeMotte, Indiana, USA)                                                              | Gaye Andersonová |
| 3. červenec                                                    | Mezinárodní den bez igelitových tašek | 2008 (2008, Katalánsko)                                                              | Rezero, člen Zero Waste Europe (ZWE) (Po uvedení v Katalánsku se dočkal širšího uznání, když jej v roce 2009 ZWE představila Evropské unii.) |
| 6. červenec                                                    | Světový den polibku | 2006 (2006 Spojené království)                                                       | |
| 7. červenec                                                    | Světový den jazyka kiswahili | 2022 (5. listopad 2021)                                                              | Generální konference UNESCO rezoluci 41 C/61 na svém 41. zasedání |
| 7. červenec                                                    | Světový den čokolády (World Chocolate Day) | 2009                                                                                 | (Světový den čokolády nelze zaměňovat s Mezinárodním dnem čokolády slaveným 13. září.) |
| 11. červenec                                                   | Světový den populace | 1990 (1989)                                                                          | Správní rada pro rozvojový program OSN (UNFPA, fond OSN pro populační činnost, důsledkem zájmu, který vyvolal Den pěti miliard, který se slavil 11. července 1987.) |
| 11. červenec                                                   | Světový den populace | (21. prosinec 1990)                                                                  | Valné shromáždění OSN rezolucí 45/216 na 71. plenárním zasedání |
| 14. červenec                                                   | Mezinárodní den nebinárních lidí | 2012                                                                                 | Katje van Loon |
| 18. červenec                                                   | Mezinárodní den Nelsona Mandely | 2010 (10. listopad 2009)                                                             | Valné shromáždění OSN rezolucí 64/13 na 42. plenárním zasedání |
| 20. červenec                                                   | Mezinárodní den šachu | 1966                                                                                 | Mezinárodní šachová federace (FIDE) |
| 20. červenec                                                   | Mezinárodní den šachu | 2020 (12. prosinec 2019)                                                             | Valné shromáždění OSN rezolucí 74/22 na 45. plenárním zasedání |
| 28. červenec                                                   | Světový den boje proti žloutence | 2010                                                                                 | WHO |
| 29. červenec                                                   | Mezinárodní den tygrů | 2010                                                                                 | WWF |
| 30. červenec                                                   | Mezinárodní den přátelství | 2011 (27. duben 2011)                                                                | Valné shromáždění OSN rezolucí 65/L.72 jako 15. bod programu na 65. plenárním zasedání |
| 30. červenec                                                   | Světový den boje proti obchodování s lidmi (anglicky World Day Against Trafficking in Persons)                                                                                  | 2014 (18. prosinec 2013)                                                             | Valné shromáždění OSN rezolucí 68/192 na 70. plenárním zasedání |
| 2. srpen                                                       | Den suchého zipu |                                                                                      | |
| 6. srpen                                                       | Světový den boje za zákaz jaderných zbraní |                                                                                      | |
| 6. srpen                                                       | Mezinárodní den boje lékařů za mír |                                                                                      | Mezinárodní hnutí lékařů |
| 8. srpen                                                       | Mezinárodní den koček | 2002                                                                                 | Mezinárodní fond ochrany zvířat (International Fund for Animal Welfare – IFAW) |
| 9. srpen                                                       | Mezinárodní den původního obyvatelstva | 1995 (23. prosinec 1994)                                                             | Valné shromáždění OSN rezolucí 49/214 na svém 54. zasedání |
| 12. srpen                                                      | Mezinárodní den mládeže | 2000 (17. prosinec 1999)                                                             | Valné shromáždění OSN rezolucí 54/120 na svém 49. zasedání |
| 12. srpen                                                      | Světový den slonů | 2012 (2011)                                                                          | Patricia Sims a Michael Clark, kanadští filmaři Canazwest Pictures |
| 12. srpen                                                      | Světový den slonů | 2012 (2011)                                                                          | Sivaporn Dardarananda, generální tajemník thajské nadace pro reintrodukci slonů Elephant Reintroduction Foundation |
| 13. srpen                                                      | Den leváků | 1992                                                                                 | The Left-Hander's Club v Británii |
| 15. srpen                                                      | Mezinárodní den energy drinků | 2011                                                                                 | Komunita sběratelů energy drinků |
| 16. srpen                                                      | Mezinárodní den rumu (anglicky International Rum Day) |                                                                                      | |
| 19. srpen                                                      | Světový humanitární den | 2009 (11. prosinec 2008)                                                             | Valné shromáždění OSN rezolucí A/RES/63/139 na 68. plenárním zasedání |
| 23. srpen                                                      | Mezinárodní den památky obchodu s otroky a jeho zrušení | 1998 (21. říjen až 12. listopad 1997, Paříž)                                         | Generální konference UNESCO rezolucí 29 C/40 na svém 29. zasedání |
| 23. srpen                                                      | Evropský den památky obětí všech totalitních a autoritářských režimů | 2009 (2. duben 2009)                                                                 | Evropský parlament |
| 27. srpen                                                      | Světový den jezer | 2025 (12. prosinec 2024)                                                             | Valné shromáždění OSN rezolucí 79/142 |
| 28.–29. srpen                                                  | Mezinárodní noc pro netopýry | 1997, 1998 ČR                                                                        | (Eurobats) Dohoda o ochraně netopýrů v Evropě založil Evropskou noc pro netopýry |
| 28.–29. srpen                                                  | Mezinárodní noc pro netopýry | 2012                                                                                 | |
| 29. srpen                                                      | Mezinárodní den proti jaderným zkouškám | 2010 (2. prosinec 2009)                                                              | Valné shromáždění OSN rezolucí 64/35 na svém 55. plenárním zasedání |
| 30. srpen                                                      | Mezinárodní den obětí násilného zmizení (International Day of the Victims of Enforced Disappearances)                                                                           | 2011 (21. prosinec 2010)                                                             | Valné shromáždění OSN rezolucí 65/209 na svém 71. plenárním zasedání |
| 2. září                                                        | Světový den kokosu (World Coconut Day, WCD) | 2009                                                                                 | Asijské a tichomořské kokosové společenství (Asian and Pacific Coconut Community, APCC) |
| 2. září                                                        | Světový den kokosu (World Coconut Day, WCD) | 2009                                                                                 | Mezinárodní kokosové společenství (International Coconut Community, ICC) zakládající partner |
| 4. září                                                        | Světový den sexuálního zdraví (World Sexual Health Day; WSHD) | 2010                                                                                 | Světová asociace pro sexuální zdraví (World Association for Sexual Health; WAS) |
| 5. září                                                        | Mezinárodní den charity | 2013 (17. prosinec 2012)                                                             | Valné shromáždění OSN rezolucí 67/105 na svém 58. plenárním zasedání |
| 7. září                                                        | Mezinárodní den čistého ovzduší za modrou oblohu | 2020 (19. prosinec 2019)                                                             | Valné shromáždění OSN rezolucí 74/212 na svém 52. plenárním zasedání |
| 8. září                                                        | Mezinárodní den gramotnosti | 1967 (1966 Paříž)                                                                    | UNESCO na 14. valné konferenci |
| 9. září                                                        | Evropský den recyklace baterií | 2015                                                                                 | ECOBAT |
| 10. září                                                       | Světový den prevence sebevražd (World Suicide Prevention Day; WSPD) | 2003 (2003)                                                                          | WHO |
| 10. září                                                       | Světový den prevence sebevražd (World Suicide Prevention Day; WSPD) | 2003 (2003)                                                                          | Mezinárodní asociace pro prevenci sebevražd (IASP) |
| 12. září                                                       | Mezinárodní den spolupráce jih-jih (UN SSC Day) | 2004 (23. prosinec 2003)                                                             | Valné shromáždění OSN rezolucí 58/220 na svém 78. plenárním zasedání ustanovilo 19. prosinec |
| 12. září                                                       | Mezinárodní den spolupráce jih-jih (UN SSC Day) | 2012 (9. listopad 2011)                                                              | Valné shromáždění OSN rezolucí A/C.2/66/L.48 nově ustanovilo 12. září |
| 13. září                                                       | Mezinárodní den čokolády (International Chocolate Day) |                                                                                      | (Mezinárodní den čokolády nelze zaměňovat se Světovým dnem čokolády slaveným 7. července. Mezinárodní den čokolády se slaví v den narození britského spisovatele Roalda Dahla, autora knihy Karlík a továrna na čokoládu.) |
| 14. září                                                       | Evropský den židovské kultury | 1999                                                                                 | UNESCO |
| 15. září                                                       | Mezinárodní den demokracie | 2008 (8. listopad 2007)                                                              | Valné shromáždění OSN rezolucí 62/7 na 46. plenárním zasedání |
| 16. září                                                       | Mezinárodní den ochrany ozónové vrstvy | 1995 (19. prosinec 1994)                                                             | Valné shromáždění OSN rezolucí 49/114 na svém 92. plenárním zasedání |
| 16. září                                                       | Den církevního školství | 2000                                                                                 | Česká biskupská konference |
| 21. září                                                       | Mezinárodní den míru | 1982 (30. září 1981)                                                                 | Valné shromáždění OSN |
| 21. září                                                       | Mezinárodní den Alzheimerovy choroby | 1994, 1998 ČR                                                                        | Mezinárodní alzheimerovská organizace (Alzheimer’s Disease International; ADI) |
| 21. září                                                       | Mezinárodní den Alzheimerovy choroby | 1994, 1998 ČR                                                                        | Světová zdravotnická organizace (WHO) |
| 22. září                                                       | Mezinárodní den bez aut | 2000                                                                                 | Evropská komise (dříve méně formalizovaně i v jiných datech, v ČR už 1991) |
| 26. září                                                       | Světový den antikoncepce | 2007                                                                                 | |
| 26. září                                                       | Evropský den jazyků | 2001                                                                                 | Rada Evropy |
| 26. září                                                       | Mezinárodní den za úplné odstranění jaderných zbraní | 2014                                                                                 | OSN |
| 27. září                                                       | Světový den cestovního ruchu (Světový den turismu) | 1980                                                                                 | Světová organizace cestovního ruchu (WTO) |
| 28. září                                                       | Světový den boje proti vzteklině | 2007                                                                                 | Globální aliance pro kontrolu vztekliny (Global Alliance for Rabies Control) s podporou WHO, FAO a dalších organizací humánní a veterinární medicíny |
| 28. září                                                       | Mezinárodní den boje za bezpečný potrat | 90. léta 20. st.                                                                     | ? |
| 29. září                                                       | Světový den srdce | 2000                                                                                 | WHF, WHO |
| 30. září                                                       | Mezinárodní den překladu (též „překladatelů“) | 1991, resp. 2017                                                                     | Mezinárodní organizace překladatelů, resp. Organizace spojených národů |
| 1. říjen                                                       | Mezinárodní den seniorů | 1991                                                                                 | OSN |
| 1. říjen                                                       | Mezinárodní den kávy | 2015                                                                                 | Mezinárodní organizace pro kávu |
| 1. říjen                                                       | Mezinárodní den lékařů | 1984                                                                                 | Mezinárodní hnutí lékařů za odvrácení jaderné války |
| 1. říjen                                                       | Světový den vegetariánství | 1978                                                                                 | Mezinárodní vegetariánská unie |
| 1. říjen                                                       | Mezinárodní den hudby | 1975 (1973 Lausanne)                                                                 | Mezinárodní hudební rada (International Music Council), poradní orgán UNESCO pro záležitosti hudby, rezolucí na 15. valném shromáždění (prezident Yehudi Menuhin) |
| 2. říjen                                                       | Mezinárodní den nenásilí | 2007 (15. červen 2007)                                                               | Valné shromáždění OSN rezolucí 61/271 na 103 plenárním zasedání |
| 2. říjen                                                       | Světový den hospodářských zvířat | 1983                                                                                 | Reformní hnutí za hospodářská zvířata |
| 4. říjen                                                       | Světový den zvířat | 1931, 1994 ČR (1931 Francie)                                                         | Shromáždění ekologů |
| 5. říjen                                                       | Světový den učitelů | 1994                                                                                 | UNESCO |
| 7. říjen                                                       | Světový den za důstojnou práci (WDDW) | 2008                                                                                 | Mezinárodní odborová konfederace (MEOK) anglicky International Trade Union Confederation (ITUC) |
| 8. říjen                                                       | Mezinárodní den boje proti popáleninám |                                                                                      | Mezinárodní společnost pro popáleninové úrazy |
| 9. říjen                                                       | Světový den pošty | 1874                                                                                 | OSN, UPU |
| 10. říjen                                                      | Světový den duševního zdraví | 1992 (1992)                                                                          | Světová federace pro duševní zdraví (anglicky World Federation for Mental Health; WFMH) |
| 10. říjen                                                      | Světový den proti trestu smrti | 2003 (2003)                                                                          | Světová koalice proti trestu smrti (anglicky World Coalition Against the Death Penalty; WCADP) |
| 11. říjen                                                      | Mezinárodní den dívek | 2012                                                                                 | OSN (kampaň za odstranění genderové nerovnosti) |
| 12. říjen                                                      | Světový den boje proti artritidě | 2000                                                                                 | záštita OSN a WHO |
| 12. říjen                                                      | Světový týden kostí a kloubů | 2011 (2011)                                                                          | OSN a WHO (na vzniku se podílely Světová federace ortopedických společností a Světové federace revmatologie a zahrnuje Světový den páteře, Den proti osteoporóze a Světový den artritidy) |
| 13. říjen                                                      | Mezinárodní den za omezení přírodních katastrof | 1989                                                                                 | |
| 13. říjen                                                      | Mezinárodní den bez podprsenky | 2011                                                                                 | OSN |
| 14. říjen                                                      | Světový den standardů | 1946                                                                                 | Mezinárodní organizace pro normalizaci (ISO) |
| 15. říjen                                                      | Mezinárodní den bílé hole |                                                                                      | |
| 15. říjen                                                      | Světový den žen žijících na venkově |                                                                                      | |
| 16. říjen                                                      | Světový den výživy | 1981                                                                                 | konference OSN pro výživu a zemědělství (FAO) |
| 16. říjen                                                      | Světový den páteře |                                                                                      | |
| 16. říjen                                                      | Mezinárodní den proti McDonald's |                                                                                      | |
| 17. říjen                                                      | Mezinárodní den za odstranění chudoby | 1992                                                                                 | OSN |
| 17. říjen                                                      | Světový den úrazů |                                                                                      | |
| 20. říjen                                                      | Mezinárodní den kuchařů | 2005                                                                                 | |
| 20. říjen                                                      | Světový den statistiky | 1988                                                                                 | OSN |
| 20. říjen                                                      | Světový den osteoporózy | 1996 (1996)                                                                          | britská Národní společnost pro osteoporózu (National Osteoporosis Society; NOS) s podporou Evropské komise |
| 20. říjen                                                      | Světový den osteoporózy | 1997                                                                                 | Mezinárodní nadace pro osteoporózu (International Osteoporosis Foundation; IOF) |
| 20. říjen                                                      | Den stromů |                                                                                      | od 1951 OSN |
| 21. říjen                                                      | Den původních odrůd jablek |                                                                                      | |
| 22. říjen                                                      | Mezinárodní den balbutiků |                                                                                      | |
| 24. říjen                                                      | Den Spojených národů | 1945                                                                                 | OSN |
| 24. říjen                                                      | Světový den pro rozvoj informací | 1972                                                                                 | OSN |
| 25. říjen                                                      | Mezinárodní den umělců | 2004                                                                                 | Chris MacClure |
| 27. říjen                                                      | Světový den audiovizuálního dědictví |                                                                                      | UNESCO |
| 27. říjen                                                      | Mezinárodní den pand | 2017 (27. říjen 2017, Šanghaj)                                                       | Světový fond na ochranu přírody (WWF) v Číně |
| 29. říjen                                                      | Světový den mrtvice | 2006                                                                                 | World Stroke Organization (WSO) |
| 31. říjen                                                      | Den UNICEF |                                                                                      | |
| 31. říjen                                                      | Světový den spoření | 1924                                                                                 | vyhlášen v roce 1924 na 1. Kongresu spořitelů v Miláně |
| 1. listopad                                                    | Mezinárodní den veganství | 1994                                                                                 | Vegan Society |
| 2. listopad                                                    | Světový den vitamínu D | ????                                                                                 | Neuvedeno |
| 6. listopad                                                    | Mezinárodní den prevence ničení životního prostředí v průběhu válek a ozbrojených konfliktů                                                                                     | 2001                                                                                 | OSN |
| 10. listopad                                                   | Světový den vědy pro mír a rozvoj | 2001                                                                                 | OSN, UNESCO |
| 11. listopad                                                   | Mezinárodní den válečných veteránů |                                                                                      | |
| 11. listopad                                                   | Mezinárodní den prasklých těsnění[zdroj⁠?!] |                                                                                      | |
| 13. listopad                                                   | Mezinárodní den nevidomých | 1946                                                                                 | |
| 14. listopad                                                   | Světový den diabetiků |                                                                                      | Mezinárodní federace diabetu a WHO |
| 15. listopad                                                   | Den vězněných spisovatelů | 1993                                                                                 | Mezinárodní PEN klub |
| 16. listopad                                                   | Mezinárodní den tolerance | 1996                                                                                 | UNESCO |
| 17. listopad                                                   | Mezinárodní den studentstva | 1941                                                                                 | Mezinárodní studentský sněm |
| 17. listopad                                                   | Světový den předčasně narozených dětí | 2010                                                                                 | |
| 19. listopad                                                   | Světový den prevence týrání a zneužívání dětí | 2001 ČR                                                                              | Nadace ženského světového summitu |
| 19. listopad                                                   | Mezinárodní den mužů | 1992                                                                                 | Neoficiální svátek, původní idea Thomas Oaster |
| 19. listopad                                                   | Světový den toalet | 2001                                                                                 | WTO (World Toilet Organization) |
| 20. listopad                                                   | Den industrializace Afriky |                                                                                      | |
| 20. listopad                                                   | Světový den dětí | 1955 (14. prosinec 1954)                                                             | Valné shromáždění OSN rezolucí 836 (IX) jako Universal Children's Day |
| 20. listopad                                                   | Světový den dětí | 1955 (14. prosinec 1954)                                                             | UNICEF |
| 20. listopad                                                   | Světový den chronické obstrukční plicní nemoci | 2001                                                                                 | WHO a Americký národní ústav pro srdce, plíce a krev (NHLBI) |
| 21. listopad                                                   | Světový den televize | 1996                                                                                 | OSN |
| 21. listopad                                                   | Mezinárodní den pozdravů | 1973                                                                                 | Michael McCormack |
| 21. listopad                                                   | Světový den rybolovu | 1997 (1997 Nové Dillí, Indie)                                                        | Rybářští nadšenci a ochránci životního prostředí na Světovém rybářském fóru v Novém Dillí v Indii |
| 25. listopad                                                   | Mezinárodní den boje proti násilí na ženách | 1981 (1981 Bogota, Kolumbie)                                                         | Na prvním Latinskoamerickém a karibském feministickém setkání (Encuentros Feministas Latinoamericanas y del Caribe, 18. až 21. července 1981) jako „Mezinárodní den proti násilí na ženách“ pro připomínku (uctění památky) životů tří sester Mirabalových z Dominikánské republiky násilně zavražděných v roce 1960 během diktatury Rafaela Trujilla (1930–1961) a k celosvětovému uznání genderového násilí                                                   |
| 25. listopad                                                   | Mezinárodní den boje proti násilí na ženách | 2000 (17. prosinec 1999)                                                             | Valné shromáždění OSN rezolucí 54/134 |
| 25. listopad                                                   | Mezinárodní den bez nákupů |                                                                                      | |
| 26. listopad                                                   | Světový den olivovníku | 2019                                                                                 | UNESCO |
| 29. listopad                                                   | Mezinárodní den solidarity s lidem Palestiny | 1978 (2. prosinec 1977)                                                              | Valné shromáždění OSN rezolucí 32/40 B |
| 30. listopad                                                   | Mezinárodní den obětí chemických válek | 2015 (2005)                                                                          | OSN |
| 1. prosinec                                                    | Světový den boje proti AIDS | 1988                                                                                 | Valné shromáždění OSN |
| 1. prosinec                                                    | Světový den boje proti AIDS | 1988                                                                                 | Světová zdravotnická organizace (WHO) |
| 1. prosinec                                                    | Světový den boje proti AIDS | 1988                                                                                 | UNAIDS |
| 2. prosinec                                                    | Světový den počítačové gramotnosti | 2001                                                                                 | National Institute of Information Technology (NIIT) |
| 2. prosinec                                                    | Mezinárodní den boje za vymýcení otroctví | 1986                                                                                 | Valné shromáždění OSN |
| 3. prosinec                                                    | Mezinárodní den osob se zdravotním postižením | 1992 (14. říjen 1992)                                                                | Valné shromáždění OSN rezolucí RES/47/3 na 37. plenárním zasedání |
| 3. prosinec                                                    | Den bez pesticidů | po 1984                                                                              | organizace PAN (Pesticide International Network) |
| 4. prosinec                                                    | Mezinárodní den bank | 2019                                                                                 | OSN |
| 5. prosinec                                                    | Mezinárodní den dobrovolníků | 1986 (1985)                                                                          | OSN |
| 5. prosinec                                                    | Světový den půdy | 2013                                                                                 | OSN |
| 7. prosinec                                                    | Mezinárodní den civilního letectví |                                                                                      | OSN |
| 9. prosinec                                                    | Mezinárodní den boje proti korupci | 2003                                                                                 | OSN |
| 10. prosinec                                                   | Den lidských práv | 1950                                                                                 | OSN |
| 11. prosinec                                                   | Světový den dětství[zdroj⁠?!] | 1992                                                                                 | Valné shromáždění OSN |
| 11. prosinec                                                   | Mezinárodní den hor | 2003                                                                                 | Valné shromáždění OSN |
| 12. prosinec                                                   | Světový den polykání, anglicky World Swallowing Day | 2011                                                                                 | Unie evropských foniatrů, anglicky The Union of the European Phoniatricians (UEP) |
| 12. prosinec                                                   | Světový den polykání, anglicky World Swallowing Day | 2011                                                                                 | Evropská společnost pro poruchy polykání, anglicky European Society for Swallowing Disorders (ESSD) |
| 12. prosinec                                                   | Mezinárodní den všeobecného zdravotního pojištění | 2017                                                                                 | Valné shromáždění OSN |
| 14. prosinec                                                   | Den opic | 2000                                                                                 | Neoficiální svátek, původní idea Casey Sorrow |
| 18. prosinec                                                   | Mezinárodní den migrantů |                                                                                      | OSN |
| 18. prosinec                                                   | Den arabského jazyka (Arabic Language Day) | 12. listopad 2010 (2010)                                                             | Department of Global Communications OSN |
| 20. prosinec                                                   | Mezinárodní den lidské solidarity |                                                                                      | |
| 27. prosinec                                                   | Mezinárodní den epidemické připravenosti | 2020                                                                                 | OSN |

### Pohyblivé
Připadají každý rok na jiný den (datum).
| Termín                                                                         | Název | Odkdy (Vyhlášen)                        | Vyhlásil |
| ------------------------------------------------------------------------------ | --- | --------------------------------------- | --- |
| 2. pondělí v lednu                                                             | Den uklízení pracovních stolů                                                                                | 2021                                    | A.C. Viero of Clio, Michigan, USA |
| 2. pondělí v únoru                                                             | Mezinárodní den epilepsie                                                                                    | 2015                                    | Mezinárodní byro pro epilepsii (anglicky International Bureau for Epilepsy; IBE) |
| 2. pondělí v únoru                                                             | Mezinárodní den epilepsie                                                                                    | 2015                                    | Mezinárodní liga proti epilepsii (anglicky International League Against Epilepsy; ILAE) |
| 2. úterý v únoru                                                               | Den bezpečnějšího internetu (Safer Internet Day; SID)                                                        | 2004 (2004)                             | V rámci prvního akčního plánu pro bezpečnější internet jako iniciativa projektu SafeBorders financovaného EU |
| 2. neděle v únoru                                                              | Světový den manželství                                                                                       | 1983                                    | |
| 88. den v roce (29. března v běžných letech a 28. března v přestupných letech) | Den Piana | 29. březen 2015                         | Německý pianista a skladatel Nils Frahm a skupina stejně smýšlejících lidí. Koná se 88. den v roce, což je počet kláves oslavovaného hudebního nástroje. |
| 1. pondělí v březnu                                                            | Světový den tenisu                                                                                           | 4. březen 2013                          | Mezinárodní tenisová federace (ITF) |
| 1. pátek v březnu                                                              | Světový den modliteb                                                                                         |                                         | |
| 2. pátek v březnu                                                              | Světový den spánku                                                                                           | 14. březen 2008                         | Výbor pro Světový den spánku Světové společnosti pro spánek, dříve známý jako Světová asociace pro medicínu spánku (WASM) |
| 3. úterý v březnu                                                              | Světový den sociální práce                                                                                   | 1983                                    | Mezinárodní federace sociálních pracovníků anglicky International Federation of Social Workers (IFSW) |
| 4. čtvrtek v dubnu                                                             | Den dívek v IT (Girls in ICT Day)                                                                            | 2015 (2014 Pusan)                       | Mezinárodní telekomunikační unie (ITU) rezolucí 70 na Konferenci zplnomocněných zástupců ITU v Pusanu v Jižní Koreji |
| 4. čtvrtek v dubnu                                                             | Girls Day |                                         | (slaví se v rámci v rámci Mezinárodního dne dívek v ICT a STEM oborech) |
| poslední středa v dubnu                                                        | Mezinárodní den povědomí o hluku                                                                             | 1996                                    | Center of Hearing and Communication |
| poslední neděle v dubnu                                                        | Světový den sdružených měst                                                                                  |                                         | Světová federace sdružených měst |
| 2. pátek v květnu                                                              | Mezinárodní den profesionálních řidičů                                                                       | 2016 (2016)                             | Mezinárodní unie řidičů silniční dopravy (francouzsky Union Internationale des Chauffeurs Routiers; UICR) |
| 4. pondělí v květnu                                                            | Mezinárodní den mléka                                                                                        | 1957                                    | Mezinárodní mlékařská federace (IDF) |
| 2. nebo 3. středa v květnu                                                     | Květinový den                                                                                                | 1997                                    | v ČR Liga proti rakovině |
| 2. sobota v květnu                                                             | Světový den pro fair trade                                                                                   | 2001                                    | Světová fairtradová organizace |
| 2. sobota v květnu a říjnu                                                     | Světový den stěhovavých ptáků (World Migratory Bird Day; WMBD)                                               | 2007                                    | sekretariát Dohody o ochraně africko-euroasijských stěhovavých vodních ptáků (Secretariat of the Agreement on the Conservation of African-Eurasian Migratory Waterbirds; AEWA) |
| 2. sobota v květnu a říjnu                                                     | Světový den stěhovavých ptáků (World Migratory Bird Day; WMBD)                                               | 2007                                    | sekretariát Úmluvy o ochraně stěhovavých druhů volně žijících živočichů (Secretariat of the Convention on the Conservation of Migratory Species of Wild Animals; CMS) |
| 2. neděle v květnu                                                             | Den matek | 1908, 1923 ČSR a znovu po roce 1989     | Anna Marie Jarvisová (roku 1914 ustavující návrh amerického Kongresu podepsal prezident Woodrow Wilson; Julia Wardová Howeová se o ustavení svátku neúspěšně pokusila již v roce 1870 proklamací Dne matek jako dne protiválečných protestů); v tento den je slaven v České republice (do ČSR se dostal zásluhou Alice Masarykové), Americe, Německu a Rakousku, ve Velké Británii a Irsku připadá na čtvrtou postní neděli, v Rusku na poslední neděli v listopadu a v Polsku na 26. května; rozličně je ctěn již od starověku |
| 3. neděle v květnu                                                             | Den památky obětí nemoci AIDS (pochody Světlo pro AIDS) anglicky International AIDS Candlelight Memorial Day | 1983, 1988 ČSSR                         | |
| poslední středa v květnu                                                       | Světový den roztroušené sklerózy                                                                             | 2009                                    | Mezinárodní federace roztroušené sklerózy (Multiple sclerosis international federation; MSIF) |
| poslední neděle v květnu                                                       | Den koní | 1998                                    | |
| 1. středa v červnu                                                             | Světový den běhu (Global Running Day; GRD)                                                                   | 1. červen 2016                          | New York Road Runners |
| 2. sobota v červnu                                                             | Mezinárodní den žonglování                                                                                   |                                         | |
| 2. sobota v červnu                                                             | Mezinárodní den pletení                                                                                      | 2005                                    | |
| 2. sobota v červnu                                                             | Global Wellness Day                                                                                          | 2012, 2022 ČR                           | Belgin Aksoy |
| 3. neděle v červnu                                                             | Den otců | 1972                                    | |
| 1. sobota v červenci                                                           | Mezinárodní den družstev                                                                                     | 1923                                    | Mezinárodní družstevní aliance (ICA) |
| 1. sobota v červenci                                                           | Mezinárodní den družstev                                                                                     | 1995 (16. prosinec 1992)                | Valné shromáždění OSN rezolucí 47/90 |
| 2. sobota v červenci                                                           | Světový den rumu (anglicky World Rum Day)                                                                    | 2019 (2019)                             | Paul Jackson, redaktor World Rum Guide |
| 2. neděle v červenci                                                           | Evropský den koupáni v řekách                                                                                | asi 2005                                | |
| 4. neděle v červenci                                                           | Světový den prarodičů a seniorů                                                                              | 25. červenec 2021 (2021)                | papež František |
| poslední pátek v červenci                                                      | Mezinárodní den systémového administrátora                                                                   |                                         | |
| 1. pátek v srpnu                                                               | Mezinárodní den piva                                                                                         | 2007 (2007 Santa Cruz, Kalifornie, USA) | Jesse Avshalomov (zakladatel po anketě po oslavách v roce 2012 svátek přesunul na 1. pátek v srpnu, v letech 2007 až 2012 připadal na 5. srpna) |
| 1. nebo 2. víkend v září                                                       | Dny evropského dědictví (Dny otevřených dveří památek)                                                       | 1984                                    | Francie jako Dny otevřených dveří památek |
| 1. nebo 2. víkend v září                                                       | Dny evropského dědictví (Dny otevřených dveří památek)                                                       | 1985, 1991 ČR                           | Rada Evropy (z 11 zemí v roce 1991 na 48 zemí v roce 2003) jako Dny evropského dědictví |
| 1. nebo 2. víkend v září                                                       | Dny evropského dědictví (Dny otevřených dveří památek)                                                       | 1999                                    | Evropská unie |
| 2. sobota v září                                                               | Světový den první pomoci                                                                                     | 2000                                    | Mezinárodní červený kříž |
| 3. úterý v září                                                                | Mezinárodní den míru                                                                                         | 1982                                    | OSN |
| 3. sobota v září                                                               | Celosvětový úklidový den                                                                                     | 2018                                    | Let's Do It World (LDIW) |
| 3. sobota v září                                                               | Mezinárodní den úklidu pobřeží (anglicky World Coastal Clean-up Day)                                         | 1986                                    | Linda Maraniss a Kathy O’Hara |
| 3. sobota v září                                                               | Mezinárodní den úklidu pobřeží (anglicky World Coastal Clean-up Day)                                         | 1986                                    | Oceano Azul |
| 3. sobota v září                                                               | Mezinárodní den úklidu pobřeží (anglicky World Coastal Clean-up Day)                                         | 1986                                    | Evropská komise |
| poslední středa v září                                                         | Mezinárodní den mléka ve školách                                                                             | 2000                                    | International Dairy Federation |
| poslední neděle v září                                                         | Mezinárodní den modliteb za pronásledované křesťany                                                          |                                         | Světový evangelikální svaz |
| poslední neděle v září                                                         | Mezinárodní den neslyšících                                                                                  | 1958                                    | Mezinárodní federace neslyšících |
| poslední neděle v září                                                         | Světový den srdce                                                                                            |                                         | Světová federace srdce |
| poslední týden v září                                                          | Světový den námořnictva (Světový námořní den, Světový den moře)                                              | 1978                                    | OSN, Mezinárodní námořní organizace (IMO) |
| 1. pondělí v říjnu                                                             | Světový den lidských sídel (HABITAT)                                                                         | 1986 (19. prosinec 1985)                | Valné shromáždění OSN rezolucí 40/202 na svém 119. plenárním zasedání |
| 1. pondělí v říjnu                                                             | Světový den dětí                                                                                             | 1996                                    | |
| 1. pondělí v říjnu                                                             | Světový den architektury                                                                                     |                                         | Mezinárodní svaz architektů (UIA) |
| 3. sobota v říjnu                                                              | Mezinárodní den archeologie                                                                                  | 2011 (2011)                             | Archeologové ve Spojených státech amerických (slaven jako Národní den archeologie) |
| 3. sobota v říjnu                                                              | Mezinárodní den archeologie                                                                                  | 2013, 2014 ČR                           | Název změněn na Mezinárodní den archeologie (International Archaeology Day, akce se pořádají po celý měsíc říjen) |
| 2. čtvrtek v listopadu                                                         | Světový den jakosti (kvality)                                                                                | 1989                                    | Evropská organizace pro jakost (EOQ), v ČR Česká společnost pro jakost |
| 3. čtvrtek v listopadu                                                         | Mezinárodní nekuřácký den                                                                                    | 1977, 1992 ČR                           | Mezinárodní unie boje proti rakovině |
| 3. čtvrtek v listopadu                                                         | Světový den filosofie                                                                                        | 2002                                    | UNESCO |
| 3. neděle v listopadu                                                          | Světový den obětí dopravních nehod                                                                           | 1993                                    | Britská organizace RoadPeace |
| 3. neděle v listopadu                                                          | Světový den obětí dopravních nehod                                                                           | 2005                                    | OSN |
| 4. pátek v listopadu (Černý pátek)                                             | Mezinárodní den nekupování ničeho                                                                            | 1997                                    | Ted Dave |

## Mezinárodní týdny
| Termín                                | Název | Odkdy (Vyhlášen)                                                       | Vyhlásil |
| ------------------------------------- | --- | ---------------------------------------------------------------------- | --- |
| 1. až 7. března                       | Týden povědomí o KCNQ2 (KCNQ2 Awareness Week)                                                            |                                                                        | KCNQ2 Cure Alliance |
| 2. týden v březnu                     | Evropský týden mozku (Brain Awareness Week, BAW)                                                         | 1999 (1998)                                                            | Evropská aliance DANA (European Dana Alliance for the Brain)                                                                                            |
| duben                                 | Týden povědomí o neplodnosti, také Týden informovanosti o neplodnosti (World Infertility Awareness Week) |                                                                        | International Federation of Fertility Societies (IFFS)                                                                                                  |
| 1. pondělí před 14. červencem         | Týden viditelnosti nebinárních osob (Non-Binary Awareness Week)                                          | 2012                                                                   | |
| první zářijové pondělí a trvá pět dní | Týden bez odpadu (Zero Waste Week)                                                                       | 2. až 6. září 2008, 3. až 9. září 2016 ČR (září 2008, 5. září 2016 ČR) | Rachelle Strauss jako národní kampaň ve Spojeném království, v ČR autorky blogu Czech Zero Waste Jana Karasová, Helena Škrdlíková a Michaela Ondráčková |
| 16. září – 22. září                   | Evropský týden mobility                                                                                  | 2002                                                                   | Evropská komise |
| od 12. října                          | Světový týden kostí a kloubů                                                                             | 2000                                                                   | záštita OSN a WHO |
| od 24. října                          | Týden za odzbrojení                                                                                      |                                                                        | OSN |
| 1. až 7. prosince                     | Týden povědomí o dětských křečích (Infantile Spasms Awareness Week, ISAW)                                |                                                                        | Nadace dětské neurologie a její partneři (The Child Neurology Foundation and its partners)                                                              |

## Mezinárodní měsíce
| Termín | Název | Odkdy (Vyhlášen)              | Vyhlásil |
| ------ | --- | ----------------------------- | --- |
| leden  | Měsíc povědomí o rakovině děložního čípku (Cervical Cancer Awareness Month; CCAM)                                                     |                               | |
| duben  | Měsíc povědomí o sexuálním napadení (Sexual Assault Awareness Month; SAAM, také Sexual Assault Awareness and Prevention Month; SAAPM) | 2001, 2023 ČR (2001, 2023 ČR) | Americká nezisková organizace Národní centrum pro sexuální násilí (National Sexual Violence Resource Center; NSVRC); studenti z Masarykovy univerzity založili iniciativu Měsíc povědomí o sexuálním násilí (Sexual Violence Awareness Month, také Safety and Violence Awareness Movement; SVAM) |
| červen | Měsíc hrdosti | 1970 (1969)                   | |
| červen | Měsíc reprodukčního zdraví, také Světový měsíc informovanosti o neplodnosti (World Infertility Awareness Month)                       | 2013 (2013)                   | WHO |
| září   | Měsíc povědomí o sexuálním zdraví | 2001                          | Světová asociace pro sexuální zdraví (World Association for Sexual Health; WAS) |
| září   | Světový měsíc Alzheimerovy choroby | 2012                          | Mezinárodní alzheimerovská organizace (Alzheimer’s Disease International; ADI) |

## Mezinárodní roky
| Rok       | Název                                                                | Vyhlášen                                    | Vyhlásil                            |
| --------- | -------------------------------------------------------------------- | ------------------------------------------- | ----------------------------------- |
| 1882/1883 | Mezinárodní polární rok                                              |                                             | 12 států                            |
| 1932/1933 | Mezinárodní polární rok                                              |                                             | Mezinárodní meteorologická unie     |
| 1957/1958 | Mezinárodní geofyzikální rok                                         |                                             | Mezinárodní výbor pro vědu          |
| 1959/1960 | Svět rok uprchlíků                                                   |                                             | OSN                                 |
| 1961      | Mezinárodní rok zdraví a lékařského výzkumu                          |                                             | OSN                                 |
| 1965      | Mezinárodní rok spolupráce                                           |                                             | OSN                                 |
| 1967      | Mezinárodní rok turismu                                              |                                             | OSN                                 |
| 1968      | Mezinárodní rok lidských práv                                        |                                             | OSN                                 |
| 1970      | Mezinárodní rok vzdělání                                             |                                             | OSN                                 |
| 1971      | Mezinárodní rok pro opatření k boji proti rasismu a rasové předsudky |                                             | OSN                                 |
| 1974      | Světový rok populace                                                 |                                             | OSN                                 |
| 1975      | Mezinárodní rok žen                                                  |                                             | OSN                                 |
| 1978/1979 | Mezinárodní rok proti apartheidu                                     |                                             | OSN                                 |
| 1979      | Mezinárodní rok dítěte                                               |                                             | OSN                                 |
| 1981      | Mezinárodní rok zdravotně postižených                                |                                             | OSN                                 |
| 1982      | Mezinárodní rok mobilizace pro sankce proti Jižní Africe             |                                             | OSN                                 |
| 1983      | Světový rok komunikací (1)                                           |                                             | OSN                                 |
| 1985      | Rok Organizace spojených národů                                      |                                             | OSN                                 |
| 1985      | Mezinárodní rok účasti, rozvoje a míru                               |                                             | OSN                                 |
| 1986      | Mezinárodní rok míru                                                 |                                             | OSN                                 |
| 1987      | Mezinárodní rok přístřeší pro bezdomovce                             |                                             | OSN                                 |
| 1990      | Mezinárodní rok gramotnosti                                          |                                             | OSN                                 |
| 1992      | Mezinárodní rok vesmíru                                              |                                             | OSN                                 |
| 1993      | Mezinárodní rok domorodých obyvatel                                  |                                             | OSN                                 |
| 1994      | Mezinárodní rok gramotnosti                                          |                                             | OSN                                 |
| 1994      | Mezinárodní rok sportu a olympijských ideálů                         |                                             | OSN                                 |
| 1995      | Mezinárodní rok tolerance                                            |                                             | OSN                                 |
| 1995      | Světový rok lidstva připomínající památku obětí druhé světové války  |                                             | OSN                                 |
| 1996      | Mezinárodní rok za vymýcení chudoby                                  |                                             | OSN                                 |
| 1998      | Mezinárodní rok oceánů                                               |                                             | OSN                                 |
| 1999      | Mezinárodní rok seniorů                                              |                                             | OSN                                 |
| 2000      | Mezinárodní rok díkuvzdání                                           |                                             | OSN                                 |
| 2000      | Mezinárodní rok kultury míru                                         |                                             | OSN                                 |
| 2001      | Mezinárodní rok dobrovolníků                                         |                                             | OSN                                 |
| 2001      | Organizace spojených národů pro rok dialogu mezi civilizacemi        |                                             | OSN                                 |
| 2001      | Mezinárodní rok mobilizace proti rasismu (2)                         |                                             | OSN                                 |
| 2002      | Mezinárodní rok ekoturistiky                                         |                                             | Valné shromáždění OSN               |
| 2002      | Mezinárodní rok hor                                                  |                                             | Valné shromáždění OSN               |
| 2002      | Rok kulturního dědictví                                              | 21. listopad 2001                           | Valné shromáždění OSN rezolucí 56/8 |
| 2003      | Rok kyrgyzské státnosti                                              |                                             | OSN                                 |
| 2003      | Mezinárodní rok pitné vody                                           |                                             | OSN                                 |
| 2004      | Mezinárodní rok rýže                                                 |                                             | OSN                                 |
| 2004      | Mezinárodní rok připomínající boj proti otroctví a jeho zrušení      |                                             | OSN                                 |
| 2005      | Mezinárodní rok fyziky                                               |                                             | OSN                                 |
| 2005      | Mezinárodní rok sportu a tělesné výchovy                             |                                             | OSN                                 |
| 2005      | Mezinárodní rok malých půjček                                        |                                             | OSN                                 |
| 2006      | Mezinárodní rok pouští a rozšiřování pouští                          |                                             | OSN                                 |
| 2007      | Mezinárodní rok polárních oblastí                                    |                                             | WMO                                 |
| 2007      | Rok delfína                                                          |                                             | UNEP                                |
| 2008      | Mezinárodní rok brambor                                              |                                             | OSN                                 |
| 2008      | Mezinárodní rok sanitace                                             |                                             | OSN                                 |
| 2008      | Mezinárodní rok jazyků                                               |                                             | OSN                                 |
| 2008      | Mezinárodní rok planety Země                                         |                                             | UNESCO                              |
| 2009      | Mezinárodní rok usmíření                                             |                                             | vše OSN                             |
| 2009      | Mezinárodní rok přírodních vláken                                    |                                             | vše OSN                             |
| 2009      | Mezinárodní rok lidských práv, vzdělávání                            |                                             | vše OSN                             |
| 2009      | Mezinárodní rok astronomie                                           |                                             | vše OSN                             |
| 2010      | Mezinárodní rok biodiverzity                                         |                                             | OSN                                 |
| 2010      | Mezinárodní rok pro sblížení kultur                                  |                                             | OSN                                 |
| 2011      | Mezinárodní rok lesů                                                 |                                             | OSN                                 |
| 2011      | Evropský rok dobrovolnictví                                          |                                             | EU                                  |
| 2012      | Evropský rok aktivního stárnutí a mezigenerační solidarity           |                                             | EU                                  |
| 2016      | Mezinárodní rok luštěnin                                             |                                             | OSN                                 |
| 2020      | Mezinárodní rok zdraví rostlin                                       |                                             | OSN                                 |
| 2020      | Mezinárodní rok sester a porodních asistentek                        |                                             | WHO                                 |
| 2021      | Mezinárodní rok míru a důvěry                                        |                                             |                                     |
| 2021      | Mezinárodní rok tvůrčí ekonomiky pro udržitelný rozvoj               |                                             | OSN                                 |
| 2021      | Mezinárodní rok ovoce a zeleniny                                     |                                             | OSN                                 |
| 2021      | Mezinárodní rok dětské práce                                         |                                             | OSN                                 |
| 2021      | Mezinárodní rok rodiny                                               |                                             | OSN                                 |
| 2021      | Mezinárodní rok rodiny                                               | Papež František                             |                                     |
| 2022      | Mezinárodní rok rybolovu a akvakultury                               |                                             | Valné shromáždění OSN               |
| 2022      | Mezinárodní rok rybolovu a akvakultury                               | Organizace pro výživu a zemědělství při OSN |                                     |
| 2022      | Mezinárodní rok skla                                                 |                                             | Valné shromáždění OSN               |
| 2022      | Mezinárodní rok skla                                                 | Mezinárodní komise pro sklo při OSN         |                                     |
| 2023      | Evropský rok dovedností                                              |                                             | Evropská komise                     |
| 2023      | Mezinárodní rok prosa                                                |                                             | Valné shromáždění OSN               |
| 2024      | Mezinárodní rok velbloudovitých zvířat                               |                                             | Valné shromáždění OSN               |
| 2024      | Mezinárodní rok velbloudovitých zvířat                               | Organizace pro výživu a zemědělství OSN     |                                     |

Vysvětlivky (celý název):
- (1) – Světový rok komunikací a rozvoje komunikační infrastruktury
- (2) – Mezinárodní rok mobilizace proti rasismu, rasové diskriminaci, xenofobii a související nesnášenlivostí

## Mezinárodní desetiletí
| Období               | Název | Vyhlášen            | Vyhlásil                                                                           |
| -------------------- | --- | ------------------- | ---------------------------------------------------------------------------------- |
| 1960–1970            | Rozvojové desetiletí OSN (anglicky United Nations Development Decade) | 19. prosinec 1961   | Valné shromáždění OSN rezolucí 1710 (XVI) na 1084. plenárním zasedání              |
| 70. léta 20. století | Desetiletí odzbrojení (anglicky Disarmament Decade) | 16. prosinec 1969   | Valné shromáždění OSN rezolucí 2602 E (XXIV) na 1836. plenárním zasedání           |
| 1971–1980            | Druhé rozvojové desetiletí OSN (anglicky Second United Nations Development Decade) | 24. říjen 1970      | Valné shromáždění OSN rezolucí 2626 (XXV) na 1883. plenárním zasedání              |
| 1973–1983            | Desetiletí boje proti rasismu a rasové diskriminaci (anglicky Decade to Combat Racism and Racial Discrimination) | 15. listopad 1972   | Valné shromáždění OSN rezolucí 2919 (XXVII) na 2850. plenárním zasedání            |
| 1976–1985            | Desetiletí žen OSN: rovnost, rozvoj a mír (anglicky United Nations Decade for Women: Equality, Development and Peace) | 15. prosinec 1975   | Valné shromáždění OSN rezolucí 3520 (XXX) na 2441. plenárním zasedání              |
| 80. léta 20. století | Desetiletí průmyslového rozvoje pro Afriku (anglicky Industrial Development Decade for Africa) | 5. prosinec 1980    | Valné shromáždění OSN rezolucí 35/66 B na 83. plenárním zasedání                   |
| 1980–1990            | Druhé desetiletí odzbrojení (anglicky Second Disarmament Decade) | 3. prosinec 1980    | Valné shromáždění OSN rezolucí 35/46 na 79. plenárním zasedání                     |
| 1981–1990            | Třetí rozvojové desetiletí OSN (anglicky Third United Nations Development Decade) | 5. prosinec 1980    | Valné shromáždění OSN rezolucí 35/56 na 83. plenárním zasedání                     |
| 1981–1990            | Mezinárodní desetiletí zásobování pitnou vodou a hygieny( anglicky International Drinking Water Supply and Sanitation Decade) | 10. listopad 1980   | Valné shromáždění OSN rezolucí 35/18 na 55. plenárním zasedání                     |
| 1983–1992            | Desetiletí OSN pro osoby se zdravotním postižením (anglicky United Nations Decade for Disabled Persons) | 3. prosinec 1982    | Valné shromáždění OSN rezolucí 37/53 na 90. plenárním zasedání                     |
| 1983–1993            | Druhé desetiletí boje proti rasismu a rasové diskriminaci (anglicky Second Decade to Combat Racism and Racial Discrimination) | 22. listopad 1983   | Valné shromáždění OSN rezolucí 38/14 na 66. plenárním zasedání                     |
| 1988–1997            | Světové desetiletí pro kulturní rozvoj (anglicky World Decade for Cultural Development) | 8. prosinec 1986    | Valné shromáždění OSN rezolucí 41/187 na 100. plenárním zasedání                   |
| 90. léta 20. století | Třetí desetiletí odzbrojení (anglicky Third Disarmament Decade) | 7. prosinec 1988    | Valné shromáždění OSN rezolucí 43/78 L (později 45/62 A) na 73. plenárním zasedání |
| 1990–1999            | Mezinárodní desetiletí pro snižování přírodních katastrof (anglicky International Decade for Natural Disaster Reduction) | 11. prosinec 1987   | Valné shromáždění OSN rezolucí 42/169 (později 44/236) na 96. plenárním zasedání   |
| 1990–1999            | Desetiletí mezinárodního práva OSN (anglicky United Nations Decade of International Law) | 17. listopad 1989   | Valné shromáždění OSN rezolucí 44/23 na 60. plenárním zasedání                     |
| 1990–2000            | Mezinárodní desetiletí za odstranění kolonialismu (anglicky International Decade for the Eradification of Colonialism) | 22. listopad 1988   | Valné shromáždění OSN rezolucí 43/47 na 59. plenárním zasedání                     |
| 1991–2000            | Čtvrté rozvojové desetiletí OSN (anglicky Fourth United Nations Development Decade) | 21. prosinec 1990   | Valné shromáždění OSN rezolucí 45/199 na 71. plenárním zasedání                    |
| 1991–2000            | Desetiletí OSN proti zneužívání drog (anglicky United Nations Decade Against Drug Abuse) | 23. únor 1990       | Valné shromáždění OSN rezolucí S-17/2 na 8. plenárním zasedání                     |
| 1991–2000            | Druhé desetiletí dopravy a komunikací v Africe (anglicky Second Transport and Communications Decade in Africa) | 20. prosinec 1988   | Valné shromáždění OSN rezolucí 43/179 na 83. plenárním zasedání                    |
| 1991–2000            | Druhé desetiletí průmyslového rozvoje Afriky (anglicky Second Industrial Development Decade for Africa) | 22. prosinec 1992   | Valné shromáždění OSN rezolucí 44/237 a 47/177 na 93. plenárním zasedání           |
| 1993–2003            | Třetí desetiletí boje proti rasismu a rasové diskriminaci (anglicky Third Decade to Combat Racism and Racial Discrimination) | 20. prosinec 1993   | Valné shromáždění OSN rezolucí 48/91 na 84. plenárním zasedání                     |
| 1994–2004            | Desetiletí původních obyvatel světa (anglicky Decade of the World's Indigenous People) | 21. prosinec 1993   | Valné shromáždění OSN rezolucí 48/163 na 86. plenárním zasedání                    |
| 1995–2004            | Desetiletí pro vzdělávání v oblasti lidských práv (anglicky Decade for Human Rights Education) | 23. prosinec 1994   | Valné shromáždění OSN rezolucí 49/184 na 94. plenárním zasedání                    |
| 1997–2006            | Desetiletí pro vymýcení chudoby (anglicky Decade for The Eradication for Poverty) | 20. prosinec 1995   | Valné shromáždění OSN rezolucí 50/107 na 96. plenárním zasedání                    |
| 2001–2010            | Druhé mezinárodní desetiletí za odstranění kolonialismu (anglicky Second International Decade for the Eradication of Colonialism) | 8. prosinec 2000    | Valné shromáždění OSN rezolucí 55/146 na 83. plenárním zasedání                    |
| 2001–2010            | Mezinárodní desetiletí kultury míru a nenásilí pro děti světa (anglicky International Decade for a Culture of Peace and Non-Violence for the Children of the World)                                                                     | (10. listopad 1998) | Valné shromáždění OSN rezolucí 53/25 na 55. plenárním zasedání                     |
| 2001–2010            | Desetiletí boje proti malárii v rozvojových zemích, zejména v Africe (anglicky Decade to Roll Back Malaria in Developing Countries, Particularly in Africa)                                                                             | 23. prosinec 2005   | Valné shromáždění OSN rezolucí 60/221 na 69. plenárním zasedání                    |
| 2003–2012            | Desetiletí OSN na podporu gramotnosti: Vzdělání pro všechny (anglicky United Nations Literacy Decade: Education for All) | 19. prosinec 2001   | Valné shromáždění OSN rezolucí 56/116 na 88. plenárním zasedání                    |
| 2005–2014            | Druhé mezinárodní desetiletí domorodých obyvatel světa (anglicky Second International Decade of the World’s Indigenous People) | 20. prosinec 2004   | Valné shromáždění OSN rezolucí 59/174 na 74. plenárním zasedání                    |
| 2005–2014            | Desetiletí OSN pro vzdělávání k udržitelnému rozvoji (anglicky United Nations Decade of Education for Sustainable Development) | 20. prosinec 2002   | Valné shromáždění OSN rezolucí 57/254 na 78. plenárním zasedání                    |
| 2005–2015            | Mezinárodní desetiletí akce „Voda pro život“ (anglicky International Decade for Action, “Water for Life) | 23. prosinec 2003   | Valné shromáždění OSN rezolucí 58/217 na 78. plenárním zasedání                    |
| 2006–2016            | Desetiletí obnovy a udržitelného rozvoje postižených regionů (třetí desetiletí po černobylské katastrofě) (anglicky Decade of Recovery and Sustainable Development of the Affected Regions (third decade after the Chernobyl disaster)) | 20. listopad 2007   | Valné shromáždění OSN rezolucí 62/9 na 55. plenárním zasedání                      |
| 2008–2017            | Druhé desetiletí OSN pro vymýcení chudoby (anglicky Second United Nations Decade for the Eradication of Poverty) | 19. prosinec 2007   | Valné shromáždění OSN rezolucí 62/205 na 78. plenárním zasedání                    |
| 2010–2020            | Desetiletí OSN pro pouště a boj proti desertifikaci (anglicky United Nations Decade for Deserts and the Fight against Desertification)                                                                                                  | 19. prosinec 2007   | Valné shromáždění OSN rezolucí 62/195 na 78. plenárním zasedání                    |
| 2011–2020            | Desetiletí akce pro bezpečnost silničního provozu (anglicky Decade of Action for Road Safety) | 2. březen 2010      | Valné shromáždění OSN rezolucí 64/255 na 74. plenárním zasedání                    |
| 2011–2020            | Desetiletí biologické rozmanitosti OSN (anglicky United Nations Decade on Biodiversity) | 20. prosinec 2010   | Valné shromáždění OSN rezolucí 65/161 na 69. plenárním zasedání                    |
| 2011–2020            | Třetí mezinárodní desetiletí za odstranění kolonialismu (anglicky Third International Decade for the Eradication of Colonialism) | 10. prosinec 2010   | Valné shromáždění OSN rezolucí 65/119 na 62. plenárním zasedání                    |
| 2014–2024            | Desetiletí OSN pro udržitelnou energii pro všechny (anglicky United Nations Decade of Sustainable Energy for All) | 21. prosinec 2012   | Valné shromáždění OSN rezolucí 67/215 na 61. plenárním zasedání                    |
| 2015–2024            | Mezinárodní desetiletí pro osoby afrického původu (anglicky International Decade for People of African Descent) | 23. prosinec 2013   | Valné shromáždění OSN rezolucí 68/237 na 72. plenárním zasedání                    |
| 2016–2025            | Třetí desetiletí průmyslového rozvoje pro Afriku (anglicky Third Industrial Development Decade for Africa) | 25. červenec 2016   | Valné shromáždění OSN rezolucí 70/293 na 112. plenárním zasedání                   |
| 2016–2025            | Desetiletí OSN pro výživu (anglicky 'United Nations Decade of Action on Nutrition) | 1. duben 2016       | Valné shromáždění OSN rezolucí 70/259 na 90. plenárním zasedání                    |
| 2018-2027            | Třetí desetiletí OSN pro vymýcení chudoby (anglicky Third United Nations Decade for the Eradication of Poverty) | 20. prosinec 2017   | Valné shromáždění OSN rezolucí 72/233 na 74. plenárním zasedání                    |
| 2018–2028            | Mezinárodní desetiletí akce „Voda pro udržitelný rozvoj“ (anglicky International Decade for Action "Water for Sustainable Development")                                                                                                 | 21. prosinec 2016   | Valné shromáždění OSN rezolucí 71/222 na 66. plenárním zasedání                    |
| 2019–2028            | Desetiletí rodinného zemědělství OSN (anglicky United Nations Decade of Family Farming) | 20. prosinec 2017   | Valné shromáždění OSN rezolucí 72/239 na 74. plenárním zasedání                    |
| 2019–2028            | Desetiletí míru Nelsona Mandely (anglicky Nelson Mandela Decade of Peace) | 24. září 2018       | Valné shromáždění OSN rezolucí 73/1 na 4. plenárním zasedání                       |
| 2021–2030            | Desetiletí oceánské vědy pro udržitelný rozvoj Organizace spojených národů (anglicky United Nations Decade of Ocean Science for Sustainable Development)                                                                                | 5. prosinec 2017    | Valné shromáždění OSN rezolucí 72/73 na 64. plenárním zasedání                     |
| 2021–2030            | Desetiletí OSN pro obnovu ekosystémů (anglicky United Nations Decade on Ecosystem Restoration) | 1. březen 2019      | Valné shromáždění OSN rezolucí 73/284 na 69. plenárním zasedání                    |
| 2021–2030            | Druhé desetiletí akčního plánu pro bezpečnost silničního provozu (anglicky Second Decade of Action for Road Safety) | 31. srpen 2020      | Valné shromáždění OSN rezolucí 74/299 na 74. plenárním zasedání                    |
| 2021–2030            | Čtvrté mezinárodní desetiletí za odstranění kolonialismu( anglicky Fourth International Decade for the Eradication of Colonialism) | 10. prosinec 2020   | Valné shromáždění OSN rezolucí 75/123 na 41. plenárním zasedání                    |
| 2021–2030            | Desetiletí zdravého stárnutí OSN (anglicky United Nations Decade of Healthy Ageing) | 14. prosinec 2020   | Valné shromáždění OSN rezolucí 75/131 na 44. plenárním zasedání                    |
| 2022–2032            | Mezinárodní desetiletí domorodých jazyků (anglicky International Decade of Indigenous Languages) | 18. prosinec 2019   | Valné shromáždění OSN rezolucí 74/135 odst. 24 na 50. plenárním zasedání           |
| 2024–2033            | Mezinárodní desetiletí věd pro udržitelný rozvoj (anglicky International Decade of Sciences for Sustainable Development) | 25. srpen 2023      | Valné shromáždění OSN rezolucí 77/326 na 96. plenárním zasedání                    |
| 2025–2034            | Desetiletí OSN pro boj proti písečným a prachovým bouřím (anglicky United Nations Decade on Combating Sand and Dust Storms) | 10. červenec 2024   | Valné shromáždění OSN rezolucí 78/314 na 98. plenárním zasedání                    |
| 2025–2034            | Desetiletí akcí pro kryosférické vědy (anglicky Decade of Action for Cryospheric Sciences) | 13. srpen 2024      | Valné shromáždění OSN rezolucí 78/321 na 103. plenárním zasedání                   |
| 2025–2034            | Druhé mezinárodní desetiletí pro osoby afrického původu (anglicky Second International Decade for People of African Descent) | 17. prosinec 2024   | Valné shromáždění OSN rezolucí 79/193 na 53. plenárním zasedání                    |
| 2027–2036            | Desetiletí OSN pro zalesňování a obnovu lesů v souladu s udržitelným lesním hospodařením (anglicky United Nations Decade for Afforestation and Reforestation in line with Sustainable Forest Management)                                | 16. duben 2025      | Valné shromáždění OSN rezolucí 79/283 na 64. plenárním zasedání                    |